# Мёльгор, Оскар
Оскар Фискер Мёльгор (дат. Oscar Fisker Mølgaard; род. 18 февраля 2005, Йёрринг, Северная Ютландия) — датский хоккеист.

## Карьера
Начинал свою карьеру в системе клуба «Фредериксхавн Уайт Хокс». В юниорском возрасте переехал в Швецию, где датчанин выступал за молодежный состав клуба ХВ71. В 2022 году Мёлгор дебютировал за его основу в Шведской элитной серии.

### В сборной
Оскар Мёлгор был капитаном юниорской сборной Дании и входил в состав молодежной национальной команды страны. В 2023 году впервые сыграл за взрослую сборную Дании Чемпионат мира по хоккею с шайбой в финском Тампере. Участник хоккейного турнира на Зимних юношеских Олимпийских игр 2020 года в Лозанне.

## Семья
Отец Ларс Мёльгор (род. 1974) являлся известным датским хоккеистом. Долгие годы он выступал за сборную Дании и команду «Хернинг Блю Фокс». Кузен Матиас Мёльгор (род. 1993) также выступает в Датской хоккейной лиге и непродолжительное время вызывался в национальную команду.